# سنجونغ ملك غوريو
سنجونغ ملك غوريو (بالهانغل: 순종، وبالهانجا: 順宗. ولد في 28 ديسمبر 1047 ومات في 5 ديسمبر 1083) هو ملك مملكة غوريو الثاني عشر، والذي أصبح ولياً للعهد في سنة 1054 حكم لفترة قصيرة في سنة 1083 قبل وفاته. الملك سنجونغ هو الابن الأكبر للملك مُنجونغ، والشقيق الأكبر للملك سونجونغ.